# Roman Gribovskiy
Roman Gribovskiy (tiếng Belarus: Раман Грыбоўскі; tiếng Nga: Роман Грибовский; sinh 17 tháng 7 năm 1995) là một cầu thủ bóng đá Belarus hiện tại thi đấu cho Luch Minsk.